# 30 minut (program telewizyjny)
30 minut − magazyn reporterów śledczych prowadzony przez Krzysztofa Leskiego na antenie TVP Info (wcześniej TVP3). 
O programie stało się głośno po tym, jak reporterzy magazynu kilka dni przed planowanym oficjalnym ujawnieniem raportu z likwidacji WSI ujawnili jego fragment na temat działalności Wojskowych Służb Informacyjnych zmierzających do opanowania polskich mediów telewizyjnych w latach 90. Według doniesień magazynu 30 minut agentami WSI w mediach byli m.in.: Piotr Nurowski - członek Rady Nadzorczej Telewizji Polsat, Sławomir Prząda - były szef redakcji Teleexpressu, Milan Subotić - były wicedyrektor programowy TVN.
Termin emisji: sobota, godz. 20:00. 
Czas trwania: 30 min.
Współautorzy
- Grzegorz Górny
- Wojciech Sumliński